# قداد (جنس)
القَدَاد (الاسم العلمي: Cricetus) هو جنس من الحيوانات يتبع اللفصيلة الفأرية من رتبة القوارض.

## أنواع
هذا الجنس يضم نوع وحيد غير منقرض هو :
- قداد أوروبي (الاسم العلمي: Cricetus cricetus)